# 三次構造
生化学において三次構造（さんじこうぞう、英: tertiary structure）は、タンパク質やその他の高分子が取る三次元構造で、その空間配置は原子座標によって定義される。

## 一次構造との関係
三次構造は、タンパク質の一次構造、つまりタンパク質を構成するアミノ酸配列に大きく依存すると考えられている。一次構造から三次構造を予測する試みはタンパク質構造予測として広く知られている。しかし、タンパク質が合成されたり折り畳まれたりする時の外部環境もまた最終形状の大きな決定因子で、現在の予測法では直接考慮されないことが多い。（ほとんどの手法は予測対象のタンパク質の配列と、蛋白質構造データバンク (Protein Data Bank, PDB)  に含まれる既知配列を比較することに頼っており、そのため環境は、ターゲット配列と参考配列が類似の細胞環境を共有すると仮定して間接的に考慮される。）CASと呼ばれる大規模実験が、2年に1度、最新の予測法の性能を比較している。

## 三次構造の決定因子
球状タンパク質では、三次的相互作用はしばしばタンパク質のコアに含まれる疎水性アミノ酸残基を覆い隠すことによって安定化される。タンパク質のコアでは水が排除され、水に露出したタンパク質の表面には親水性の残基や荷電性の残基が集まる。細胞質で時間を費やさなかった分泌タンパク質においては、システイン残基間のジスルフィド結合がタンパク質の三次構造の保持を助ける。さまざまな共通の安定構造が多くの機能上及び進化上関係の無いタンパク質に見られる。例えば、多くのタンパク質がTIMバレル（トリオースリン酸イソメラーゼに由来する名称）に似た構造を取る。他の共通の特徴に、4本のαヘリックスで構成される高安定の二量体コイルドコイル構造がある。タンパク質は、SCOPやCATHに記載されているフォールディングの様態に従って分類される。
全てのポリペプチド鎖が明確な三次構造を持っているわけではない。一部のとりわけ短いタンパク質は、標準生理学的条件において無秩序であったりランダムコイルと呼ばれる構造で存在したりする。また、無秩序領域は明確な構造を持つタンパク質にも見られ、特に末端部や、環境に応じて荷電可能な相対配向を持つドメイン同士を繋ぐループ領域やリンカー領域で起こる。

## ネイティブ状態の安定性
細胞環境における一般的なほとんどのタンパク質構造は、一般的に、ネイティブ状態（native state）やネイティブ・コンフォメーション（native conformation、ネイティブ構造とも）と呼ばれる。通常、最も多く分布する状態が、与えられた一次構造が取りうる熱力学的に最も安定な構造であると仮定される。これは第一段階の近似として妥当だが、この主張は反応の速度論的支配を無視している。すなわち、タンパク質が翻訳後にネイティブ・コンフォメーションを獲得するまでに要する時間が小さいと仮定している。
細胞内では、様々なタンパク質シャペロンは、新しく合成されるポリペプチド鎖がネイティブ・コンフォメーションを獲得する手助けをしている。一部のこの種のタンパク質はプロテインジスルフィドイソメラーゼ活性を持つなど、高度に機能特異的である。他のタンパク質は非常に大まかで、殆どの球状タンパク質形成に役立つ。原核細胞の GroEL/GroES 系や、相同的な真核細胞の Hsp60/Hsp10 系は後者の枠組みに属する。
一部のタンパク質は、フォールディング動力学に従ってタンパク質が比較的高エネルギー・コンフォメーションに速度論的トラップ（kinetic trap）される現象を巧みに利用している。例えば、インフルエンザ血球凝集素は速度論的トラップとして働く単一のポリペプチド鎖として合成される。この「成熟した」活性タンパクは、タンパク質分解活性によって開裂し、高エネルギー・コンフォメーションにトラップされた2本のポリペプチド鎖を形成する。pHが低下すると、エネルギー的に起こりやすいコンフォメーション変化を起こして宿主の細胞膜を貫通する。

## 実験による構造決定
大部分の既知タンパク質構造は、X線結晶構造解析を使った実験的手法によって解決された。X線結晶構造解析からは多くの場合、高分解能のデータを得られるが、タンパク質のコンフォメーション安定性に関する時間依存的な情報は得られない。タンパク質構造を解決するもう一つの方法はNMR（核磁気共鳴分光法）である。NMRからは一般的に幾らか低分解能のデータを得られ、比較的小さいタンパク質に限定されるが、溶液中のタンパク質の動きに関する時間依存的な情報を得られる。膜タンパク質に比べて可溶な球状タンパク質の三次構造の方が詳しく知られているが、それは膜タンパク質がこれらの手法を用いて調査を行うことが困難を極めるからである。

## 歴史
タンパク質の三次構造が生化学の重要な問題になって以来、また構造決定が比較的難しくなって以来、タンパク質構造予測は長期にわたる問題となっている。初めて予測された球状タンパク質の構造はドロシー・リンチのシクロール模型であるが、これは実験データに合致しないとの理由で間も無くして無視された。